# 올 어바웃 안나
올 어바웃 안나(All About Anna)는 덴마크에서 제작된 제시카 닐슨 감독의 2005년 멜로/로맨스 영화이다. 그라이 베이 등이 주연으로 출연하였다.

## 출연

### 주연
- 그라이 베이
- 에드리언 보쳇

### 조연
- 에일린 댈리
- 토머스 래프트
- 올비디

## 제작진
- 공동제작: 토머스 스테글러
- 미술: 토비아스 토밍
- 의상: 샤롯 포스트
- 배역: 헬리 콜드소